# Dawidów (obwód lwowski)
Dawidów (ukr. Давидів) – wieś w rejonie lwowskim obwodu lwowskiego. Liczba ludności – 4557 osób. Przez wieś przebiega ukraińska droga krajowa N09. Dawidów jest położony na skraju Roztocza Dawidowskiego (południowo-wschodni kraniec Roztocza Wschodniego), w kotlinie rzeki Dawidówka, oraz Wyżyny Podolskiej (Gołogóry i Płaskowyż Lwowski). Teren wsi ma charakter pagórkowaty, średnia wysokość wynosi 309 m n.p.m.
Znajduje się tu stacja kolejowa Dawidów, położona na linii Lwów – Czerniowce.

## Historia
Na terenie dzisiejszego Dawidowa odkryto znaleziska archeologiczne związane z kulturą Scytów, stąd przyjmuje się, że w tym miejscu znajdowała się osada nawet w II w. n.e. Uważa się, że Dawidów istniał w XII wieku. Książę wołyński Dawid Igorewicz osiedlił tu pojmanych Połowców. W drugiej połowie XIII wieku wieś została zniszczona przez najazd Tatarów pod wodzą Burundaja.
Dawidów został odbudowany dopiero w XIV wieku, kiedy ziemia lwowska stała się częścią Korony Polskiej. Pierwsza pisemna wzmianka o Dawidowie pochodzi z 20 marca 1355 roku, kiedy to król polski Kazimierz III Wielki nadał ją rycerzowi ze Śląska Grzegorzowi Tymszycowi. Dokument wspomina, że wieś leży na dawnej drodze prowadzącej z Halicza do Lwowa. Potomkowie Grzegorza Tymszyca podpisywali się wskazując na swą własność „z Dawidowa”, a następnie nazywali się Dawidowskimi.
Stanisław (Ostaszko) z Dawidowa otrzymał w 1415 roku przywilej od króla Władysława II Jagiełły wprowadzenia we wsi prawa niemieckiego. W 1439 roku funduje kościół parafialny pw. św. Stanisława.
W 1515 roku oraz między 1618 i 1620 wieś została spustoszona przez Tatarów.
W dalszej swej historii wieś często zmieniała swych właścicieli. Wieś była gęsto zaludniona i zamieszkiwana przez Polaków. Od 1649 roku Dawidów był własnością klasztoru dominikanów we Lwowie, do zniesienia pańszczyzny w 1848 roku.
Podczas I rozbioru Rzeczypospolitej w 1772 roku Dawidów dostaje się pod zabór austriacki i staje się częścią Galicji. W 1845 roku zostaje otwarta we wsi pierwsza szkoła podstawowa.
W Dawidowie wychował się Kornel Ujejski – polski poeta, publicysta społeczny; nazywany często „ostatnim wielkim poetą romantyzmu”. We wsi urodził się w 1865 roku Ernest Breiter, polski publicysta, historyk (biografia Władysława Opolczyka) i członek rządu Zachodnioukraińskiej Republiki Ludowej.
W marcu 1897 roku podczas wyborów do parlamentu austriackiego doszło do krwawych zamieszek, podczas których zamordowany został komisarz wyborczy Stanisław Popiel a dwóch miejscowych chłopów zabitych. Bunt został stłumiony przez regularny oddział wojskowy. O zamieszkach, a następnie o procesie chłopów dawidowskich relacjonowała prasa monarchii austro-węgierskiej i polska w zaborze pruskim i rosyjskim.
22 maja 1919 roku, w czasie wojny polsko-ukraińskiej, stoczona została zwycięska bitwa pod Dawidowem przez 16 pułk piechoty Ziemi Tarnowskiej pod dowództwem kapitana Andrzeja Wajsa wsparty przez młodzież dawidowską. Na pamiątkę bohaterskiej walki pole bitewne Dawidów zostało umieszczone na odznace oraz na sztandarze 16 pułku.
W II Rzeczypospolitej miejscowość była siedzibą gminy wiejskiej Dawidów w powiecie lwowskim województwa lwowskiego i zamieszkana była niemal wyłącznie przez Polaków . W lipcu 1943 nacjonaliści ukraińscy z OUN-UPA zamordowali tutaj 9 Polaków. W 1946 roku polscy mieszkańcy wsi musieli ją opuścić i zostali wywiezieni transportem kolejowym m.in. na Dolny Śląsk. Natomiast Dawidów został zasiedlony ludnością ukraińską.
W 2021 r. ukazała się publikacja Dariusza Zielonki „Dawidów koło Lwowa – Dzieje wsi i jej mieszkańców od najdawniejszych czasów do 1946 roku” wydana nakładem wydawnictwa Apostolicum.